# Arasia
Genre
Arasia est un genre d'araignées aranéomorphes de la famille des Salticidae.

## Distribution
Les espèces de ce genre se rencontrent en Australie et en Papouasie-Nouvelle-Guinée.

## Liste des espèces
Selon World Spider Catalog (version 18.0, 08/03/2017) :
- Arasia eucalypti Gardzinska, 1996
- Arasia mollicoma (L. Koch, 1880)
- Arasia mullion Zabka, 2002

## Publication originale
- Simon, 1901 : Histoire naturelle des araignées. Paris, vol. 2, p. 381-668 (intégral).